# 顺丰茶厂
顺丰茶厂，又称顺丰茶栈，是近代俄国商人在中国开办的一座茶厂，为俄商新泰洋行的下属茶厂。今茶厂建筑剩下茶栈一座，在兰陵路8号洞庭街路口，现为湖北省文物保护单位。

## 茶厂概述
鄂南湘鄂交界一带自明清以来盛产茶叶并销往北方乃至俄罗斯西伯利亚地区。鸦片战争后俄国茶商获得了清政府的贸易许可，一些用于俄商专营茶叶生意的洋行在汉口相继设立，顺丰洋行便是其中之一。顺丰茶厂便是顺丰洋行的下属茶厂，其所有者为俄商李凡诺夫。1863年，顺丰洋行率先在鄂南羊楼洞建起茶厂。1873年迁入后来的汉口俄租界地区（今黎黄陂路沿江大道路口一带）。茶厂地域中建有一些砖木结构的二层楼房，并有烟囱。工厂中配备了新式蒸汽机、锅炉与制茶设备，此茶厂为武汉地区最早投入生产的近代工厂。
顺丰茶厂生产的茶叶有两条通道前往俄罗斯：陆路通过天津、恰克图进入西伯利亚；水路则是经过上海最终送至海参崴。考虑到水运的装船，茶厂还在长江江岸设置了顺丰茶栈码头（今汉口七码头），也是汉口历史上第一座工厂专用码头。
1917年十月革命后，俄商开办的茶厂纷纷关停，其中包括顺丰茶厂。

## 旧址保护
现兰陵路洞庭街路口有顺丰茶栈旧址建筑，2012年11月23日建筑武汉市人民政府被列为第七批武汉市优秀历史建筑。2021年12月9日建筑被湖北省人民政府列为第八批湖北省文物保护单位。
建筑作为文物的保护范围：顺丰茶栈旧址与巴公房子实行整体保护。以两栋建筑外墙为基准向外延伸10米。
建筑作为文物的建设控制地带：与巴公房子实行整体控制。以保护范围为基准，东北向外延伸39-58米至健康幼儿园东围墙，东向外延伸35米至时代广场内部通道，南向外延伸14米至兰陵路道路红线，西南向外延伸42米至鄱阳街小学操场，西向外延伸24米至兰陵路道路红线，西北向外延伸45米至中共中央长江局机关旧址北墙，北向外延伸33米至黎黄陂路中心线。

## 备注
1. ↑  指武汉市，原文如此。
2. ↑  李凡诺夫[3][4][5]，又译季凡诺夫[6][7]、李凡洛夫[8]、李特芬诺夫[9]，现中国大陆译名标准为“利特维诺夫”。